# Argyrocottus zanderi
Argyrocottus zanderi är en fiskart som beskrevs av Herzenstein 1892. Argyrocottus zanderi ingår i släktet Argyrocottus och familjen simpor. Inga underarter finns listade i Catalogue of Life.